# Barscunes
Bascunes o Barscunes o Brascunes es el nombre de una ceca autóctona del siglo I a. C. en el norte de España, que acuña a partir de fines del siglo II a. C. dentro del llamado "grupo pirenaico" o también "grupo navarro", que cuenta con numerosas cecas que usan el mismo signario ibérico levantino que el área celtibérica.

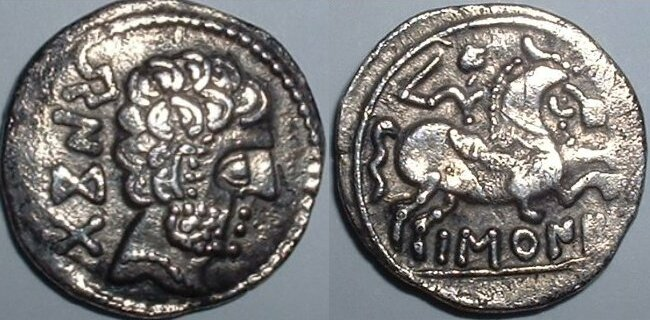
Anverso y reverso de la moneda con la inscripción Bascunes o Barscunes.

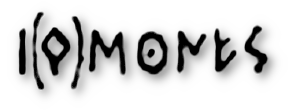
Barscunes (signario ibérico)

## Localizaciones de la ceca
La propuesta tradicional, desde el siglo XIX, es identificar la ciudad emisora con Pompaelo (Pamplona). Otros autores apuntan hacia Rocaforte, junto a Sangüesa. Ambas se situarían dentro del área nuclear de los Vascones. Otros autores sitúan la ceca "Ba(r)skunes" en el poblado de La Custodia, en Viana, debido al importante número de monedas (52 ejemplares) hallados en el yacimiento. Una rigurosa excavación de este yacimiento aclararía si la región estaba ocupada por Vascones o Berones.
Los trabajos más recientes tienden a situar la ceca en algún lugar próximo al Ebro, ya que la arqueología no ha dado más que pequeños asentamientos. Recientemente I. Rodríguez Casanova insiste sobre La Custodia, en el término municipal de Viana.

## Características monetales propias
El texto está escrito en ibérico.
Las monedas son "denarios abundantes de recio sabor ibérico" y ases, de arte más variado y tosco. Los denarios llevan en el anverso una cabeza varonil, con barba, y en el reverso un jinete con espada corta y la leyenda Bascunes/Barscunes. Algunas tienen también leyenda en el anverso. Los mayores lotes de monedas han aparecido en Viana, Alagón y Tafalla, en Pamplona sólo tres, aunque ello puede ser accidental y no concluyente.
Algunos piensan que el nombre de la ceca se debe al nombre de la tribu que vivía en la zona. Según esta teoría, y buscando las raíces celtas de la palabra, Barscunes podría significar (bar = grupo, comunidad; cunes = cumbres, cimas, montañas, alturas) «Los Altivos», «Los Orgullosos», «Los de Arriba», «Los de las Alturas» o «Los de Las Montañas».
Para el lingüista vasco Joaquín Gorrochategui de la Universidad del País Vasco, la controversia sobre una identificación con la palabra vascones ha sido superada por la confirmación de su filiación con el mundo celtibérico.